# Engelschalk II.
Engelschalk II. war Ende des 9. Jahrhunderts Markgraf der Ostmark.

## Leben
Er war vermutlich ein Sohn des Markgrafen Wilhelm II. oder dessen Bruders, des Markgrafen Engelschalk I., wurde jedoch nicht als Nachfolger in Betracht gezogen.
Es gelang ihm, dem neuen Markgrafen Aribo I. eine langjährige Auseinandersetzung aufzuzwingen und ihn zeitweise sogar zu verdrängen, jedoch musste er sich spätestens 882, als Aribo I. erneut eingesetzt wurde, geschlagen geben.
Obwohl Engelschalk von Arnulf von Kärnten unterstützt wurde, hatte sein Gegner, als Arnulf 887 König wurde, seine Macht soweit gefestigt, dass der neue König Aribo als Markgraf bestätigte und stattdessen Engelschalk fallen ließ.
Vor 893 entführte Engelschalk daraufhin Arnulfs uneheliche Tochter Ellinrat (und heiratete sie vermutlich auch), um seinen Forderungen Nachdruck zu verleihen, musste dann aber nach Mähren flüchten. Zwar konnte er sich anschließend mit Arnulf aussöhnen, doch kam es 893 in Regensburg zu einer Verhandlung gegen Engelschalk, von der Arnulf keine Kenntnis hatte. Die Verhandlung war vom bayerischen Adel initiiert worden, um eine besondere Positionierung Engelschalks zu verhindern. Er wurde verurteilt und geblendet.
| Personendaten    | Personendaten                       |
| ---------------- | ----------------------------------- |
| NAME             | Engelschalk II.                     |
| KURZBESCHREIBUNG | Markgraf der Ostmark                |
| GEBURTSDATUM     | 9. Jahrhundert                      |
| STERBEDATUM      | 9. Jahrhundert oder 10. Jahrhundert |